# Espèce clé de voûte

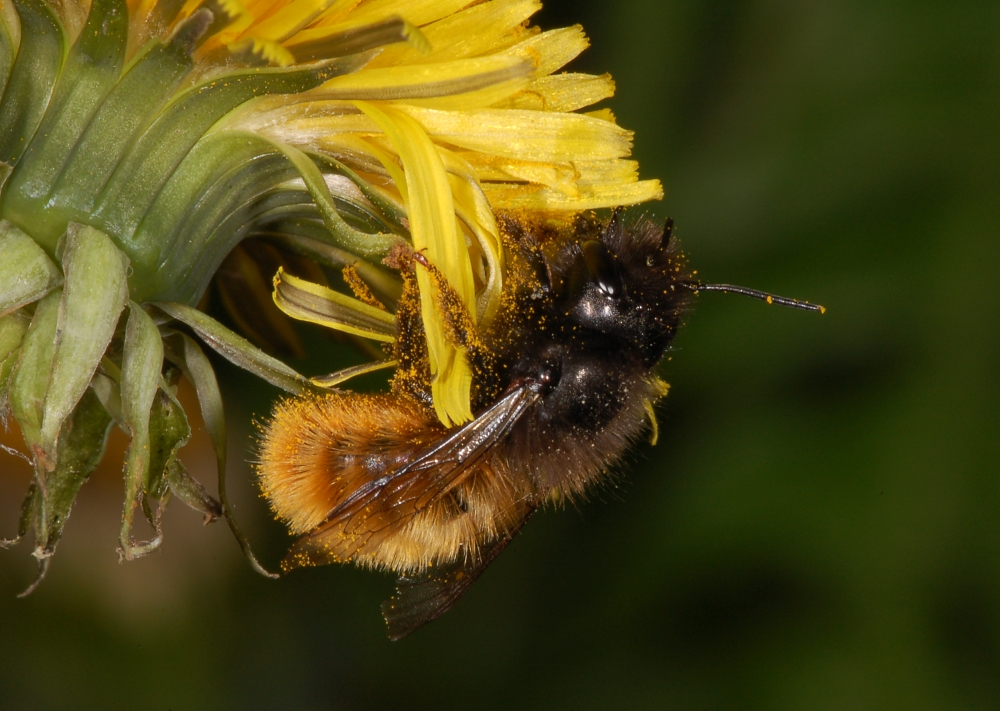
En tant que pollinisateur, Osmia cornuta est responsable de la reproduction d'un grand nombre de plantes à fleur. Elle peut être considérée comme une espèce clé de voûte.

Une espèce clé de voûte est « une espèce qui a un effet important et disproportionné par rapport à son abondance » sur la stabilité et la diversité spécifique d'une communauté. Le caractère clé de voûte d'une espèce n'est pas intrinsèque. En effet, le rôle d'une espèce au sein d'une communauté dépend des conditions biotiques et abiotiques du milieu dans lequel elle se trouve,.
Ce concept a été introduit pour la première fois par Robert T. Paine (en) dans son article « A note on trophic Complexity and Community stability », publié en 1969. Cet article fait suite à des expériences qu'il a menées, en 1963, sur des communautés de zones rocheuses intertidales dont la diversité spécifique et la structure du réseau trophique sont maintenues grâce à la présence de prédateurs dominants qui jouent le rôle d'espèces clés de voûte,.
Le terme « clé de voûte » est une métaphore. En effet, ces espèces joueraient un rôle analogue à la clé de voûte, pierre placée au sommet d'un arc ou d'une voûte qui permet, de façon solide et stable, de maintenir la structure d'un édifice, et donc ici de l'écosystème. Comme pour un édifice, la perte de la clé de voûte entraînerait une dégradation importante de l'écosystème, avec notamment des modifications des effectifs des populations de la communauté ainsi qu’une chute de la diversité spécifique. Les espèces clés de voûte peuvent exercer leurs effets par plusieurs types de mécanismes : interactions trophiques, compétition, mutualisme, parasitisme ou modification de l'environnement. 
Ce concept est remis en question en raison du caractère ambigu de sa définition,.

## Concept d'espèce clé de voûte

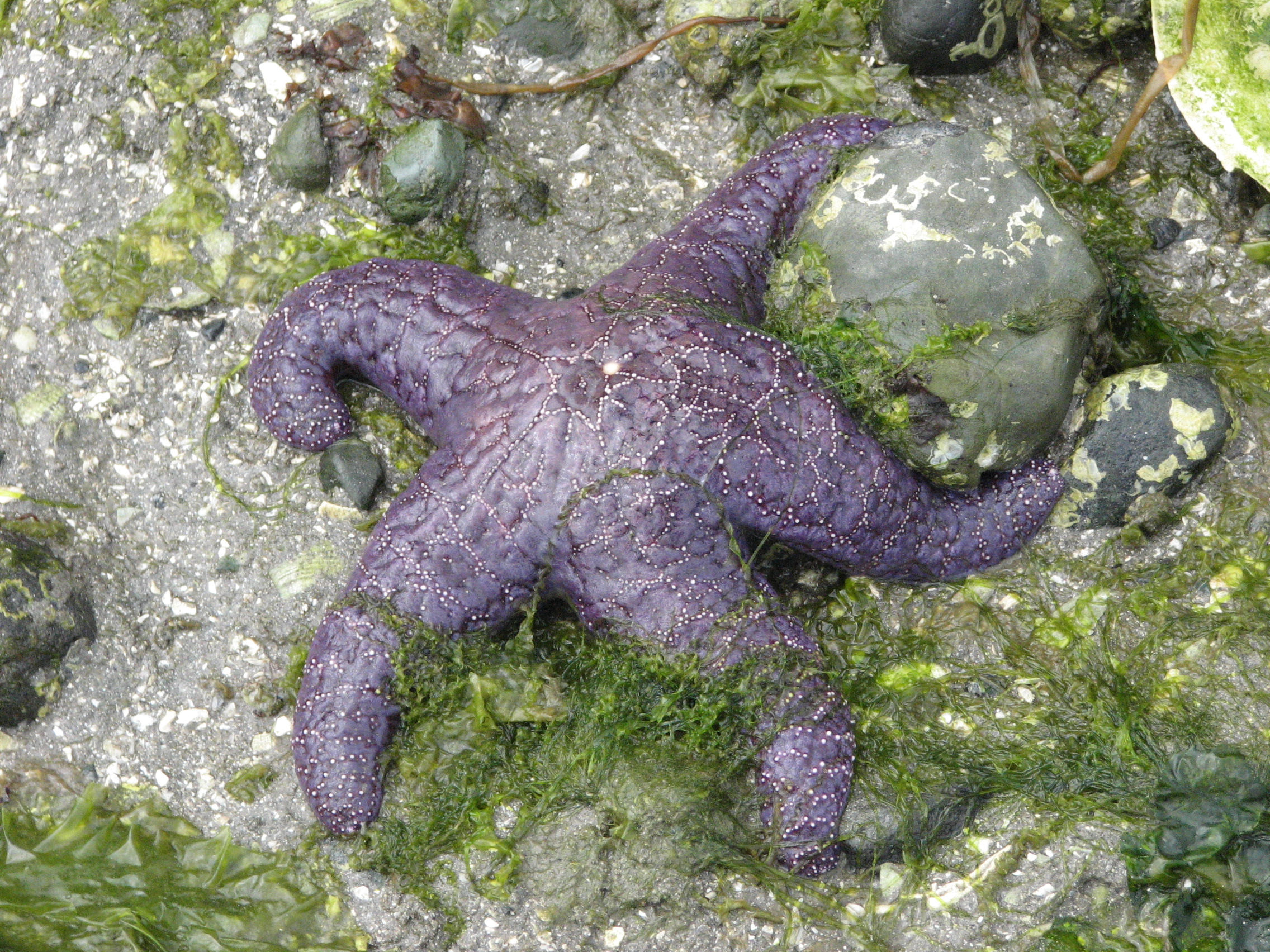
Pisaster ochraceus

### À l'origine du concept, Robert T. Paine
Robert T. Paine (en) (1933-2016) est un des écologues les plus marquants du XXe siècle, avec notamment la mise au point des concepts d’espèces clés de voûte et de cascade trophique. Influencé par les travaux d’autres chercheurs en écologie comme Nelson Hairston et George Evelyn Hutchinson, il élabore l’idée d’un lien entre contrôle top-down des communautés, c’est-à-dire la régulation des effectifs des populations d’une communauté par les niveaux trophiques supérieurs, et la diversité spécifique de cette communauté. En juin 1963, il réalise une expérience à Mukkaw Bay, située le long des côtes de l’État de Washington : il retire les étoiles de mer Pisaster ochraceus de communautés d’une zone intertidale rocheuse où cette espèce occupe le rôle de prédateur dominant. Son objectif est de mesurer les conséquences du retrait des prédateurs dominants sur la diversité spécifique des écosystèmes,. La publication de ses recherches en 1966 marque un tournant dans l'écologie moderne. En effet, alors que l’hypothèse dominante dans les années 1960 postulait que la diversité spécifique des communautés était maintenue par des interactions de compétition entre espèces, R.T. Paine montre que, en l’absence du prédateur dominant, la diversité spécifique est fortement réduite et que la structure des communautés est profondément modifiée. Autre exemple de ce phénomène : après l'extinction locale de son prédateur direct à cause de l’activité humaine, l’étoile de mer Acanthaster planci, prédateur des récifs coralliens tropicaux, a vu sa population croître provoquant une destruction rapide de la Grande Barrière de corail.
À partir de ces deux cas d'études, Robert T. Paine élabore le concept d’espèce clé de voûte. Dans son article A note on trophic complexity and community stability, publié en 1969, il définit ces espèces comme « les clés de voûte de la structure, de l’intégrité et de la persistance dans le temps de la communauté ». Ainsi « la stabilité des communautés est déterminée par les activités et la présence des espèces clés de voûte ». Pour lui, elles sont des prédateurs généralistes qui présentent une préférence pour des proies compétitivement dominantes, capables de monopoliser des ressources nécessaires à d’autres espèces de l'écosystème (Paine, 1969). Lorsque le prédateur dominant disparait, ses proies les plus compétitives prolifèrent et excluent par compétition les autre espèces de l'écosystème,.

### Évolution du concept
Après son introduction par Robert T. Paine, le concept d’espèce clé de voûte a été amplement repris dans la littérature scientifique et utilisé pour désigner une telle diversité d'espèces que sa pertinence a été remise en question,. En réponse, Power et al. ont proposé en 1996 une redéfinition du concept d’espèce clé de voûte comme « une espèce dont l’effet est important et disproportionné relativement à son abondance », accompagné d'un indicateur de mesure,. C’est la définition communément reconnue dans la communauté scientifique actuellement. D’autres définitions d’une espèce clé de voûte ont été proposées, comme celle d’une espèce dont l’extinction entraîne un nombre important d'extinctions secondaires, menant à l’effondrement d’un écosystème. Depuis l’article de R. T. Paine de 1966, de nombreuses autres espèces clé de voûte, selon la définition de Power et al., ont été recensées. Ces espèces ne sont pas forcément des prédateurs dominants, elles peuvent se trouver à n’importe quel niveau du réseau trophique et exercer leur rôle clé de voûte en tant que prédateur, herbivore ou ressource. Dans ce dernier cas, on parle de ressource clé de voûte,,,. De plus, les espèces clé de voûte peuvent agir sur leur communauté par le biais d’autres types d’interactions interspécifiques que celles qui s’établissent au sein des réseaux trophiques.  Par exemple, des interactions de mutualisme, de compétition, de pollinisation ou de parasitisme. Les espèces clé de voûte peuvent aussi agir en modifiant la structure physique de leur environnement biotique ou abiotique modulant ainsi la disponibilité des ressources pour les autres espèces de la communauté,. On appelle ces espèces des espèces ingénieures. Il est également important de souligner que l’effet clé de voûte d’une espèce n'est pas absolu et qu'il dépend du contexte : la même espèce pourra jouer le rôle d’une clé de voûte dans un certain écosystème et un rôle minime dans le maintien de la stabilité d’un autre,.

### Limites et critiques du concept
La définition ambiguë du concept d'espèces clé de voûte a mené certains écologues à l'abandonner,. Plusieurs problèmes majeurs ont en effet été soulevés. Les paramètres (ainsi que leurs limites spatio-temporelles ou même taxonomiques) à prendre en compte ne sont pas définies naturellement, ce qui pose des questions pratiques relatives aux méthodes d’identification de ces espèces. Par ailleurs, l’effet d'une espèce sur la stabilité d’un écosystème ne peut être réellement établi qu'un fois celle-ci en a été retirée et en comparant l’effet de sa disparition à l’effet de la disparition d’autres espèces au sein du même écosystème,. Cela complique les prises de décision pour les mesures de conservation. De plus, le caractère clé de voûte étant dépendant du contexte, on ne peut pas attribuer ce statut à une espèce que pour un milieu spécifique,.
Au-delà des espèces, la notion d’effet clé de voûte peut s’étendre aux interactions entre deux espèces si celles-ci sont essentielles pour la communauté. On parle d’interaction clé de voûte.

## Types d'espèces clés de voûte

### Prédation clé de voûte

#### Mécanismes de la prédation clé de voûte
Selon le modèle mécaniste de Tilman, lorsqu’un ensemble d'espèces entre en compétition pour l’accès à une ressource, l’espèce la plus compétitrice pour la ressource peut exclure par compétition toutes les autres espèces. En effet, la population de l’espèce la plus compétitive va croître jusqu’à ce qu’elle ait réduit le niveau de la ressource dans l’environnement à la quantité nécessaire et suffisante pour maintenir l'effectif de sa population. Cependant, les autres espèces, moins compétitives, ne peuvent pas se maintenir pour le même niveau de ressources et s’éteignent localement. La prédation clé de voûte correspond à une pression de prédation exercée par le prédateur clé de voûte, sur un compétiteur dominant de niveau trophique inférieur. Cette espèce est ainsi régulée, ce qui l'empêche d’atteindre un niveau d’abondance trop important qui aurait pour effet de restreindre l’accès aux ressources des autres espèces moins compétitives, et de provoquer éventuellement leur extinction par exclusion compétitive. Elle permet donc le maintien de la diversité dans les communautés en régulant les populations de compétiteurs dominants,,.

#### Étoiles de mer dans les zones rocheuses intertidales de Mukkaw Bay

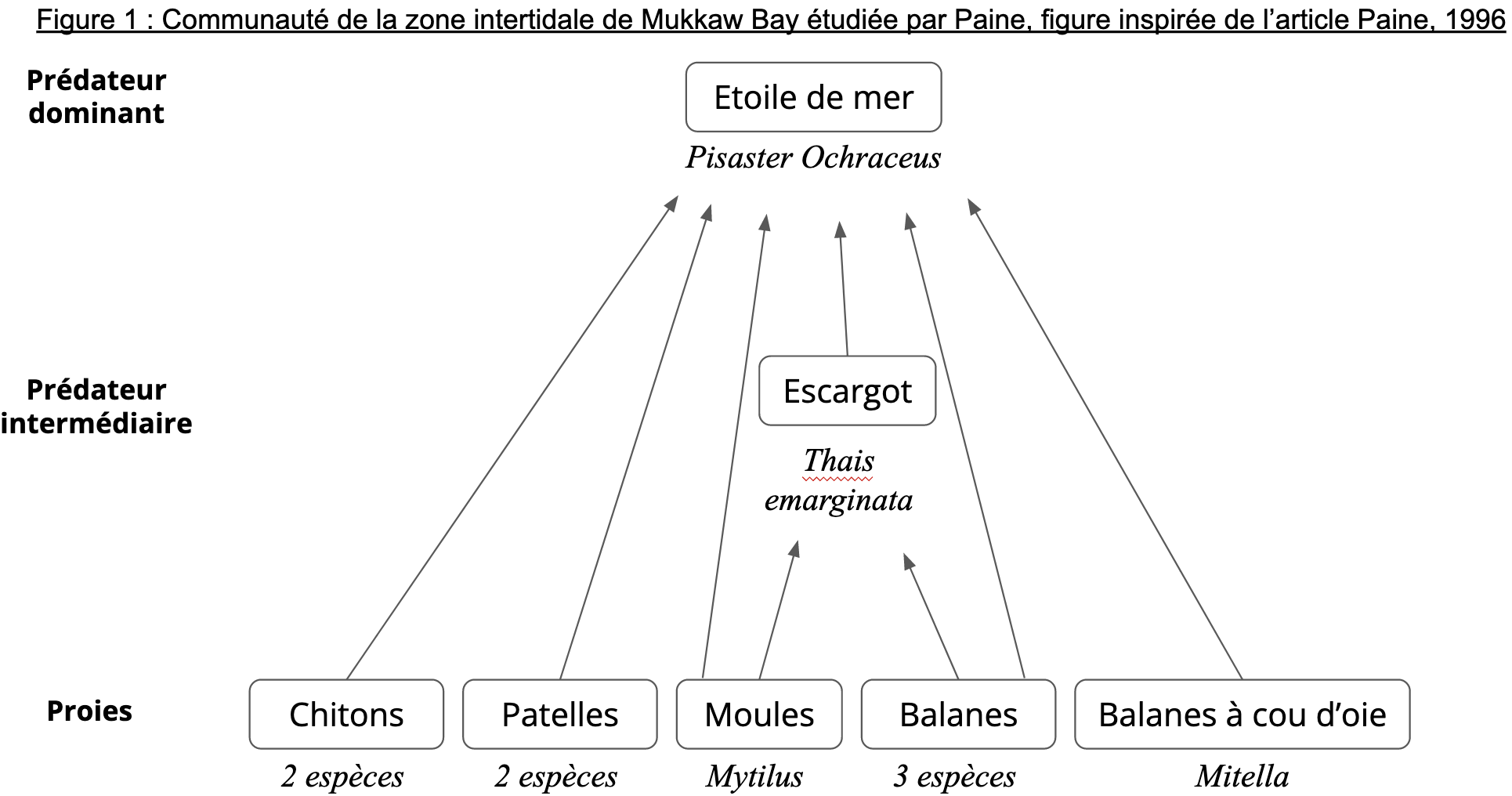
Figure 1 - Communauté de la zone intertidale de Mukkaw Bay étudiée par Paine, figure inspirée de l'article de Paine, 1966

Dans la zone intertidale rocheuse de Mukkaw Bay, les communautés sont composées de trois niveaux trophiques avec un prédateur dominant, l’étoile de mer Pisaster ochraceus, un prédateur intermédiaire, l’escargot Thais emarginata et des proies : deux espèces de chitons, deux espèces de patelles, une espèce de moules Mytilus, la Balane à cou d’oie Mitella et trois espèces de balanes dont Balanus glandula (Figure 1). En juin 1963, R. T. Paine retire le prédateur dominant Pisaster ochraceus sur une certaine portion de côte. Au bout de trois mois, il constate que les balanes occupent jusqu’à 60 à 80% de la surface disponible, beaucoup plus que dans les parcelles témoins. Un an après le début de l’expérience, la moule Mytilus californianus occupe la majorité de l’espace. L’absence de Pisaster ochraceus a donc engendré la prolifération des moules, meilleures compétitrices pour l'espace, conduisant à une forte diminution de l’abondance des autres espèces et à l‘exclusion compétitive de sept d’entre elles. Une autre communauté étudiée au Costa Rica par R. T. Paine, dépourvue de prédateur de niveau supérieur, a naturellement un faible niveau de diversité.

#### Loutres de mer dans les îles Aléoutiennes du sud-ouest de l’Alaska
Des populations de loutres de mer vivent traditionnellement dans les îles Aléoutiennes au sud-ouest de l'Alaska. La surexploitation pour leur fourrure dont ces loutres sont victimes entre les années 1741 à 1911 par les colons européens mène les populations au bord de l'extinction. Par la suite, leurs effectifs augmentent aux abords de certaines îles de l’archipel. Ces écosystèmes des zones littorales sont caractérisés par la présence de loutres de mer, un prédateur dominant qui se nourrit de poissons mais surtout d’une diversité d’invertébrés marins épibenthiques et notamment d’oursins de mer. Une forêt d’algues composée majoritairement de laminaires Laminaria spp. fournit protection et ressources nutritives aux invertébrés épibenthiques et aux poissons. Cet état stable de l’écosystème est maintenu par la prédation clé de voûte exercée par les loutres de mer sur les oursins de mer. En effet, en absence de loutres de mer, les oursins de mer, compétiteurs dominants pour l’accès aux algues en tant que ressource nutritive et dont les effectifs ne sont plus régulés, vont proliférer. Ils vont soumettre les laminaires à une pression d’herbivorie intense jusqu’à leur disparition. Les populations d’oursins sont alors régulées par la compétition pour la nourriture, alors que les autres invertébrés marins n’arrivent pas à se maintenir dans le milieu faute de ressources alimentaires suffisantes. Les poissons, auparavant protégés par la forêt de laminaires, disparaissent également.

### Ressources clé de voûte
Une ressource clé de voûte dans un environnement permet la survie des espèces d’herbivores ou de prédateurs qui la consomment. Elle permet le maintien d'autres proies dans le milieu en partageant la pression de prédation qu'elles ne pourraient pas supporter seules. Les plantes ressources clés de voûte, par exemple, apportent des ressources nutritives nécessaires à un certain nombre d’espèces quand la disponibilité en ressources dans l’environnement est au plus bas ,

### Relations mutualistes
Une relation mutualiste clé de voûte permet le maintien dans le milieu des deux espèces qui entretiennent la relation de mutualisme et de toutes les autres espèces qui dépendent d'elles. C’est par exemple le cas des insectes pollinisateurs et des plantes à fleurs. En effet, la diversité spécifique des plantes à fleur permet le maintien de la diversité des pollinisateurs et des plantes à fleurs dont beaucoup d’autres espèces dépendent.

### Espèces ingénieures

#### Définition d'une espèce ingénieure
Le terme d'espèce ingénieure est défini pour la première fois par Jones et al. en 1994 comme une espèce qui module directement ou indirectement la disponibilité des ressources pour d'autres espèces, en modifiant l'état de physique biotique ou abiotique de leur environnement. De ce fait, les espèces ingénieures assurent un rôle de modification, de maintien et de création d'habitats, ce qui permet à d’autres espèces de s’installer et de persister dans le milieu. Les ingénieurs allogéniques modifient leur environnement en transformant la matière, alors que ingénieurs autogéniques le font par l'intermédiaire direct de leur corps. Jones et al. soutiennent qu’il y a rarement un effet clé de voûte sans ingénierie écologique et que la quasi-totalité des habitats terrestres sont liés à une ou plusieurs espèces ingénieures. Il est également important de noter que toutes les espèces ingénieures ne sont pas clé de voûte car toutes n’ont pas un effet positif sur le maintien de la stabilité des écosystèmes .

#### Exemples d'espèces ingénieures

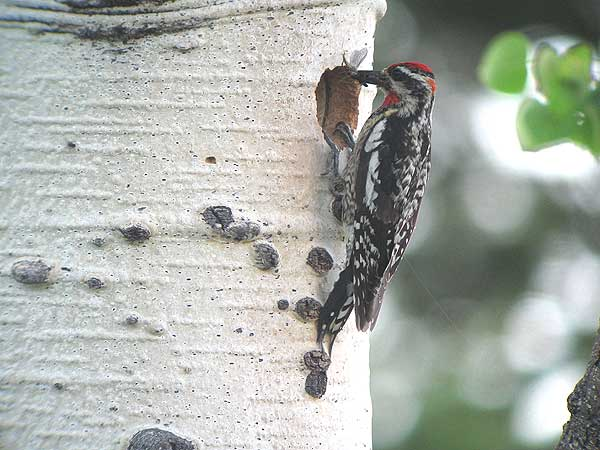
Pic à nuque rouge

Dans le Colorado, le pic à nuque rouge occupe un double rôle d’espèce ingénieure. Il perce des trous dans les trembles qui permettent aux hirondelles d’y mettre leur nid. De plus, il perfore les saules pour se nourrir, ce qui rend leur sève disponible pour différents oiseaux, mammifères et insectes. Ainsi, à travers ses activités qui modifient l’environnement, le pic à nuque rouge facilite l'accès à différentes ressources pour plusieurs espèces.
Beaucoup d'arbres sont également considérés comme des espèces clé de voûte ingénieures en raison de leurs impacts sur le milieu : régulation de la température, des flux ou des ressources. Ils permettent de fournir des ressources à un grand nombre d'espèces et ainsi de maintenir la diversité dans leur milieu.

#### Le cas des grands mammifères
Les mammifères se distinguent souvent des autres organismes par une taille corporelle très importante. C’est ce qui leur permet d’impacter la structure physique des écosystèmes. Cependant, selon A.R.E. Sinclair, leurs effets vont bien plus loin que ceux de simples ingénieurs de l’écosystème. Il les décrit comme des ecological landscapers, en français : « architectes écologiques ». Dans la plupart des biomes terrestres où ils sont présents, les grands mammifères herbivores altèrent la succession écologique produisant des effets comparables à celui des feux dans les savanes et maintenant un état de climax spécifique des communautés végétales. Par leurs fèces et leurs urines, les mammifères fertilisent les sols et enrichissent de cette manière la végétation en nutriments et en protéines, ce qui accélère le cycle des nutriments dans tout l'écosystème.

### Espèces taille de guêpe (enanglais:wasp-waist species)

#### Définition
La notion d’écosystème « taille de guêpe » a été proposée par Rice en 1995 pour caractériser des communautés dans lesquelles les niveaux trophiques intermédiaires sont occupés par une ou quelques espèces seulement, tandis que les niveaux trophiques supérieurs et inférieurs sont occupés par une grande diversité d'espèces. Autrement dit, c’est un système dont le niveau trophique intermédiaire est plus “étroit“ (Fig 2.A). Comme son nom l’indique, le terme taille de guêpe fait référence à la morphologie de la guêpe et plus précisément à son pétiole, qui est l’étroite jointure entre son thorax et son abdomen.
Cet étranglement du réseau trophique fait de ces espèces peu nombreuses qui occupent le niveau intermédiaire, des espèces au rôle très important dans la communauté. On les appelle espèces taille de guêpe, et leurs importances fonctionnelles font d’elles des espèces clé de voûte.

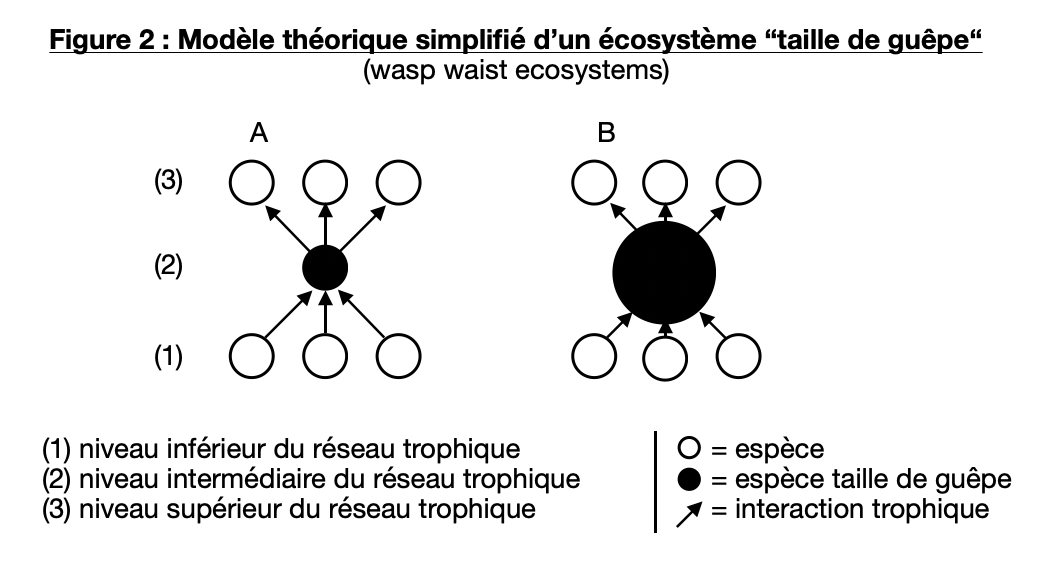
Figure 2 - Ces schémas représentent de manière simplifiée la notion de réseau trophique taille de guêpe (wasp-waist ecosystem). La largeur du point représentant l'espèce taille de guêpe (B) permet de mettre en avant la grande abondance (grand nombre d'individus) de l'espèce dans l'écosystème.

En abordant cette structure d’un point de vue de l’écologie fonctionnelle - c'est-à-dire en étudiant les flux d’énergie au sein du réseau trophique -, on observe que ces derniers ont un nombre limité de trajectoires possibles pour se répandre de bas en haut dans le réseau. En effet, ces flux doivent toujours passer par cet étranglement intermédiaire (Fig 2.A). Théoriquement, cette architecture trophique est risquée puisque la structure d’une communauté tout entière repose sur une petite poignée d’espèces. Ainsi, une perturbation démographique de ces espèces clé de voûte peut théoriquement très vite entraîner une forte perturbation voire un effondrement de la communauté, par la rupture du flux d’énergie entre la base et le sommet du réseau. Pour ces espèces, c’est donc leur abondance qui contrebalance leur petit nombre (Fig 2.B).
Cependant, si cette abondance est mise à mal, c’est la communauté tout entière qui risque d’être gravement impactée. Or, parmi les écosystèmes présentant ce type d’architecture, il y a les écosystèmes marins pélagiques dont certaines espèces sont dangereusement exploitées par la pêche pour la consommation humaine.  

#### Exemples d'espèces taille de guêpe
On retrouve notamment des écosystèmes taille de guêpe dans les zones d’upwelling où ces niveaux trophiques intermédiaires sont occupés par des petits poissons pélagiques comme les sardines ou les anchois, ou encore par certaines espèces de copépodes,.

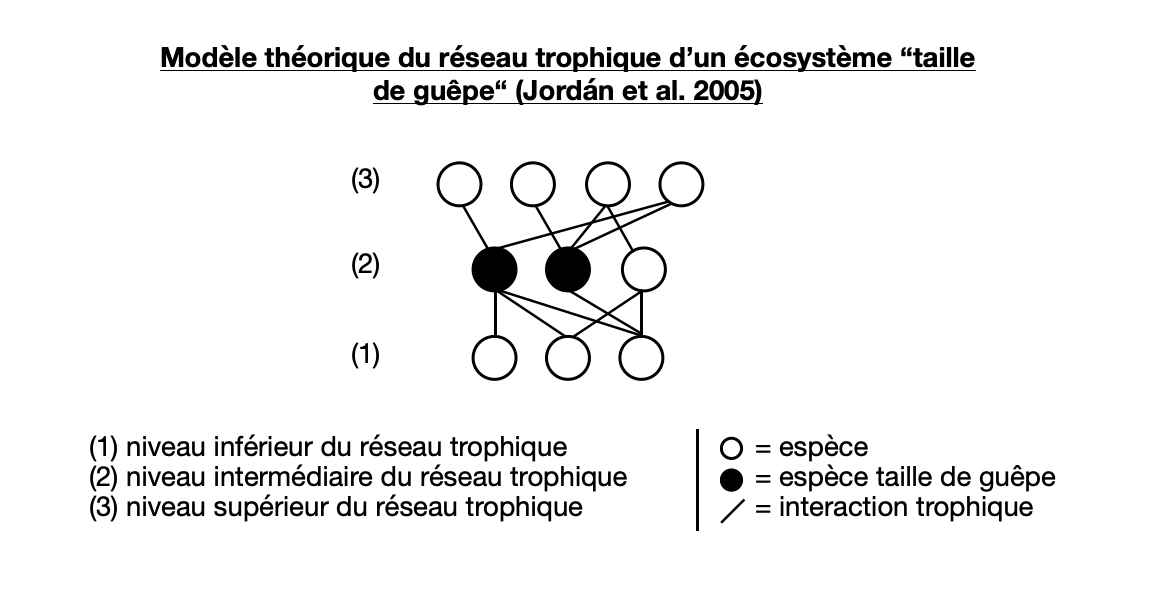
Figure 3 : Modèle théorique du réseau trophique d’un écosystème “taille de guêpe“ (Jordán et al. 2005).

#### Calcul du degré de taille de guêpe des réseaux trophiques
En réalité, les réseaux trophiques sont plus complexes que ceux exposés dans la figure 2. Jordán et al. ont étudié en 2005 divers modèles de réseaux trophiques théoriques, plus ou moins considérés comme taille de guêpe. En calculant l’importance topologique de chaque espèce au sein de ces réseaux, ils ont défini le degré de “taille de guêpe“ de chacun de leur modèle ainsi que le degré de “clé de voûte“ des espèces occupant ces niveaux intermédiaires étroits (Fig. 3).

## Identifier une espèce clé de voûte
Afin de déterminer quelles espèces jouent un rôle clé de voûte, faire des prédictions et définir des priorités de conservation objectives, des indicateurs quantitatifs ont été établis. L'importance d’une espèce est définie par le fait que son extinction (ou sa perturbation) aurait un effet disproportionné sur l'abondance des autres espèces de la communauté, suffisant pour induire des extinctions secondaires : cela peut être estimé par la quantité d’interactions qu’elle entretient au sein du réseau, autrement dit sa connectivité.
L'utilisation du degré D du nombre de voisins d’une espèce, soit le nombre de partenaires d’interactions directes, est une des méthodes les plus simples pour étudier la construction d’un écosystème. Cependant, elle ne prend pas en compte les effets indirects qui peuvent être fondamentaux : ce modèle est donc largement insuffisant pour décrire les dynamiques interspécifiques et déterminer de manière fiable les espèces clé de voûte.

### Importance topologique
Cet indicateur a été développé dans le cadre d’études de réseaux alimentaires et considère les interactions directes et indirectes par cascade trophique via l'introduction d’une variable n qui correspond au nombre d’intermédiaires dans l'interaction entre l’espèce i et l’espèce j.
L’effet ψn,i exercé sur une espèce i par N espèces du réseau au travers de n intermédiaires se calcule comme la somme des effets de chacune de espèces j exercé sur l’espèce i au travers de n intermédiaires tel que : 
{\displaystyle \psi _{n},_{i}=\sum _{j=1}^{N}a_{n},_{ij}=1} , avec a n,ij l’effet de l’espèce j sur l'espèce i au travers de n intermédiaires.
L’effet σn,i exercé par une espèce i sur N espèces j au travers de n intermédiaire se calcule comme la somme des effets de l’espèce i sur chacune des espèces j au travers de n intermédiaires tel que : 
{\displaystyle \sigma _{n},_{i}=\sum _{j=1}^{N}a_{n},_{ji}}
L’importance topologique TI correspond à la somme des effets provenant de l'espèce i sur toutes les espèces j dans un rayon de n intermédiaires, moyennée par le nombre maximal n d’intermédiaires considérées : {\displaystyle TI_{i}^{n}={\frac {\sum _{m=1}^{n}\sum _{j=1}^{N}a_{m},_{ji}}{n}}}
On peut caractériser chaque espèce par sa gamme trophique effective pour laquelle on définit seuil t de force d'interaction minimum et une longueur maximal n pour la chaîne d'intermédiaires. Le « chevauchement de champs trophiques » TOn, ij correspond au nombre d'interacteurs forts apparaissant dans la gamme effective de i et de j. La somme de toutes les valeurs TOn,ij  de l'espèce i pour chaque espèce j nous donne le chevauchement de champ trophique TOn,t i pour l’espèce i dans un réseau donné. Soit : 
relTOn, t, i = TOn, t, i/TO n, tmax , la valeur de TOn, t, i normalisé par sa valeur maximale 
On peut alors définir deux nouveaux indicateurs renseignant sur l’importance d’une espèce au sein de son écosystème : 
TUn,t,i = 1 - relTOn,t   la singularité topologique d’une espèce
TFn, t, i = TIn, t, i + TUn, t, i  la fonction trophique d’une espèce 

### Élasticité et sensibilité des communautés
Originellement, les analyses d’élasticité et de sensibilité en écologie étaient utilisées pour identifier l’impact de perturbations des dynamiques démographiques de populations sur leur survie à long terme. Mais il est aussi possible de s’intéresser à ces mêmes notions pour identifier les espèces clé de voûte au sein de communautés écologiques.
Selon Berg et al. 2011, la notion d’espèce clé de voûte n’a pas de définition précise permettant de définir de manière binaire si, oui ou non, une espèce est dite “clé de voûte“. Il s’agit plutôt d’un degré d’importance fonctionnelle de l’espèce au sein de sa communauté basée sur sa connectivité, sa position trophique et, selon certaines études, sa taille corporelle (Berg et al., 2011). Ces mêmes chercheurs ont proposé de définir une valeur seuil du degré d’importance fonctionnelle au-delà de laquelle l’espèce est considérée comme clé de voûte (Berg et al. 2011).
Pour définir ce degré d’importance fonctionnelle, Berg et al. 2011 proposent d’analyser la sensibilité et l’élasticité de la résilience de la communauté en fonction des changements intrinsèques à chaque espèce. L’espèce qui, pour un petit changement dans ses paramètres écologiques, entraîne un grand changement dans la structure et la résilience de sa communauté est considérée comme une espèce clé de voûte.
Attention : en réalité, tout est plus complexe. Un déséquilibre peut entraîner d’autres rééquilibres au sein de l’écosystème. De la diminution de la force d’une interaction considérée « clé de voûte » entre deux espèces peut résulter l’augmentation d’une autre.
Application
Dans l’étude de Berg et al. 2011, deux systèmes naturels ont été étudiés pour appuyer leur analyse : les communautés pélagiques de la mer Baltique et du lac Vättern (le deuxième plus grand lac de Suède).
Le réseau trophique de ces deux systèmes est assez simple avec respectivement 9 et 11 espèces.
Pour les deux communautés, la sensibilité et l’élasticité des densités à l’équilibres de des populations de chaque espèce, ainsi que la résilience à des changements de leurs taux de mortalité ont été calculées (selon les équations généralisées de Lotka Volterra). Pour calculer ces densités, on étudie en réalité les dynamiques des biomasses de chaque espèces en réponse aux perturbations.
En linéarisant le modèle de Lotka Volterra à l’équilibre, on obtient la matrice de la communauté. En modifiant légèrement les paramètres de la matrice, on peut regarder quels paramètres impactent le plus les densités de la communauté.

### L'effet clé de voûte
Cet indicateur a été développé en 2003 par le Centre de Recherche en Biodiversité de l’Université de Colombie Britannique. Il suggère que l'effet clé de voûte ei peut être défini comme le degré de changement d'un paramètre particulier d'une communauté (D2) à la suite de la perte de l'espèce i, mesuré par rapport à une communauté intacte (D1). L'écart est mesuré en valeur absolue, t est l'intervalle de temps (en années) pour normaliser les différentes périodes d'impact et Ni est la densité de l'espèce perdue. Cette équation explicite bien le fait que, de par sa définition, une espèce clé de voûte ne peut être identifiée avec certitude seulement après sa disparition.
{\displaystyle e_{i}={\frac {|ln(D2/D1)/t|}{N_{i}}}}

## Application en biologie de la conservation

### Intérêt fonctionnel d’une espèce clé de voûte
En biologie de la conservation, les politiques de gestion des populations ont souvent privilégié la protection des espèces rares, à haute valeur emblématique, esthétique ou économique. Cependant, pour préserver la structure des écosystèmes et maintenir les services qu’ils prodiguent, il est nécessaire d’identifier les espèces clé de voûte dont dépend la stabilité du réseau et de les protéger en priorité pour limiter la perte de la biodiversité. Afin de fixer des choix de conservation objectifs, des indicateurs mesurant l'importance d’une espèce via ses interactions directes et indirectes avec les autres organismes ont été établis. Les copépodes ou les vers de terre par exemple peuvent jouer un rôle beaucoup plus important que certains grands mammifères appréciés du grand public et leur protection aurait des effets positifs énormes sur l'intégrité et le fonctionnement de l'écosystème.

### Mesures de conservation
Ces mesures de conservation se traduisent par un suivi minutieux des espèces d'intérêts (aire de répartition, taille de la population, tendance démographique, identification des menaces) et par la mise en place si nécessaire de restrictions sur l’exploitation de ces espèces ou de leur habitat, voir par la création d’aires protégées. Des campagnes de réintroduction d’espèces clé de voûte peuvent également être envisagées si la population est passée en dessous du seuil minimum viable de taille de population (repeuplement), ou si elle a disparu de son habitat naturel, afin de restaurer les services écosystémiques dépendant. L’Union Internationale pour la Conservation de la Nature encourage dans son guide Lignes Directrices Relatives aux Réintroductions, publié en 1995, la conservation ex situ (individus dans des zoos ou stock de graines par exemple) afin de permettre la réintroduction d’espèces essentielles en cas d’extinction en milieu naturel.
Quelques missions de réinsertion d’espèces clé de voûte dans leur écosystème à la suite d'une forte décroissance de leur population due aux activités anthropiques ont été mises en œuvre. Il est difficile d’estimer dans quelle mesure les espèces clés sont capables de reprendre leur rôle, en particulier après une absence prolongée. Sur les 11 études qui se sont penchées sur cette problématique entre 1995 et 2016, il a été observé dans 9 cas un recouvrement des fonctions de l’espèce clé de voûte mais parfois seulement après un laps de temps de cinq ans après la réintroduction.

### Le retour du loup du Yellowstone
Cependant, l’exemple du retour du loup gris dans le parc national de Yellowstone est particulièrement bien documenté et encourageant. La disparition dans les années 1920 de ce grand prédateur dans le parc pendant près de 75 ans (à cause des activités humaines) a entraîné de graves déclins de la biodiversité et de la qualité de l'habitat. Tout est rentré dans l’ordre lors de la réintroduction des loups en 1995, qui jouent un rôle de prédation clé de voûte sur les herbivores (cascade trophique top down). Ils régulent les populations d’élans et évitent ainsi le surpâturage, notamment aux abords des cours d’eau, qui avait entraîné une érosion des sédiments le long des berges et donc l'élargissement des rivières et la modification de leur débit. Cela avait affecté le milieu de vie des castors et des grizzlis, en plus de la perte de diversité végétale.

### Remplacement écologique
Des tentatives de remplacement écologique (pour combler la perte de diversité fonctionnelle) ont également déjà été expérimentées et couronnées de succès, comme par exemple avec les tortues d’Aldabra sur l’île aux Aigrettes. Cette espèce importée de l’atoll seychellois Aldabra assure la dispersion des graines de bois d’ébène et leur prolifération, rôle qui incombait autrefois aux deux espèces de tortues géantes de l’île Maurice qui sont aujourd’hui éteintes. Avec cette approche, on comprend que l'importance d’une l’espèce clé de voûte ne réside pas dans sa valeur intrinsèque mais bien dans son rôle écologique prépondérant au sein de l’écosystème.